# Jean Rescues
Jean Rescues er en amerikansk stumfilm fra 1911 af Laurence Trimble.

## Medvirkende
- Florence Turner — Alice
- Leo Delaney — Horace
- William J. Humphrey — Oscar